# Zoe Incrocci
Zoe Incrocci, née le 21 septembre 1917 à Brescia et morte le 6 novembre 2003 à Rome, est une actrice italienne ayant joué pour le théâtre, le cinéma et la télévision. Elle a également assuré de rares doublages pour des dessins animés en langue italienne.

## Biographie
Elle est la grand-mère paternelle de Giorgia Meloni.

## Filmographie

### Au cinéma
- 1934 : L'eredita dello zio buonanima d’Amleto Palermi
- 1934 : La Dame de tout le monde (La signora di tutti) de Max Ophüls
- 1935 : Il serpente a sonagli de Raffaello Matarazzo
- 1936 : L'anonima Roylott de Raffaello Matarazzo
- 1936 : Mais ce n'est pas une chose sérieuse (Ma non è una cosa seria) de Mario Camerini
- 1937 : Nina, non far la stupida de Nunzio Malasomma
- 1951 : Il padrone del vapore de Mario Mattoli
- 1952 : Pardonnez-moi (Perdonami) de Mario Costa
- 1953 : Les Passionnés (Canzone appassionata) de Giorgio Simonelli
- 1954 : Hanno rubato un tram d'Aldo Fabrizi
- 1955 : Destinazione Piovarolo de Domenico Paolella
- 1956 : Mi permette, babbo! de Mario Bonnard
- 1957 : Ces sacrés étudiants (Noi siamo le colonne) de Luigi Filippo D'Amico
- 1962 : Colpo gobbo all'italiana de Lucio Fulci
- 1970 : Dropout de Tinto Brass
- 1973 : Le Témoin à abattre (La Polizia incrimina la legge assolve) d’Enzo G. Castellari
- 1976 : Affreux, sales et méchants (Brutti, Sporchi e Cattivi) d'Ettore Scola
- 1991 : Dans la soirée (Verso sera) de Francesca Archibugi

### À la télévision
- 1972 : Le avventure di Pinocchio, de Luigi Comencini, d'après l'œuvre de Carlo Collodi

## Distinctions
- Ruban d'argent de la meilleure actrice dans un second rôle en 1991 pour Dans la soirée (Verso sera).
- David di Donatello de la meilleure actrice dans un second rôle en 1991 pour Dans la soirée (Verso sera).